# Завидовка (Добрушский район)
Завидовка (бел. Завідаўка) — деревня в Ленинском сельсовете Добрушского района Гомельской области Республики Беларусь.

## География

### Расположение
В 50 км на юго-восток от районного центра Добруша и в 5 км от железнодорожной станции Круговец, в 73 км от Гомеля.

### Гидрография
Расположено озеро Завидовка.

## Транспортная система
Транспортная связь по просёлочной, а затем по автодороге Тереховка — Добруш. По данным на 2004 год в деревне было 69 жилых домов. Планировка состоит из 2 слегка выгнутых улиц с меридиональной ориентацией. Застройка двухсторонняя, деревянными домами усадебного типа.

## История
По письменным источникам деревня известна с начала XIX века как деревня в Белицком, с 1852 года Гомельском уездах Могилёвской губернии. В 1866 году построена Успенская церковь, работала мастерская по выделке овчин. Во 2-й половине XIX века открыто народное училище. В нём в 1889 году обучались 43 мальчика и 4 девочки. В 1886 году 3 ветряных мельницы. В 1897 году находились хлебозапасный магазин, лавка. В Поповской волости Гомельского уезда Могилёвской губернии.
С 8 декабря 1926 года до 30 декабря 1927 года деревня являлась центром Завидовского сельсовета Краснобудского, с 4 августа 1927 года Тереховского районов Гомельского округа.
В 1930 году организован колхоз имени К. Я. Ворошилова. Работали 3 ветряных мельницы, кузница, шерстенчёска.
Во время Великой Отечественной войны с августа 1941 года по 25 сентября 1943 года находилась на оккупированной территории.
В 1959 году в составе колхоза имени В. И. Ленина с центром в деревне Ленино. Размещались 8-летняя школа, фельдшерско-акушерский пункт, Дом культуры, библиотека, отделение связи, магазин.

## Население
- 1886 год — 182 двора, 1091 житель
- 1897 год — 205 дворов, 1108 жителей (согласно переписи)
- 1909 год — 1190 жителей
- 1959 год — 739 жителей (согласно переписи)
- 2004 год — 69 дворов, 116 жителей
- 2017 год - 9 дворов, 12 жителей

## Достопримечательность

### Памятник, скульптура
- Памятник солдатам, погибшим во время Великой Отечественной войны